# St. Charles, Iowa
St. Charles là một thành phố thuộc quận Madison, tiểu bang Iowa, Hoa Kỳ. Năm 2010, dân số của thành phố này là 653 người.

## Dân số
Dân số qua các năm:
- Năm 2000: 619 người.
- Năm 2010: 653 người.